# Вікторія Ференц
Вікторія Ференц (угор. Ferenc Viktória; 1984, Павлово, Ужгородський район, Закарпатська область, УРСР, СРСР) — угорська політикиня, депутат Європейського парламенту від Угорщини за списком партії «Фідес», уродженка Закарпаття.

## Біографія
Народилася у 1984 році в селі Павлово, Ужгородського району, Закарпатської області у місцевій угорській сім'ї. Навчалася в Закарпатському угорському інституті імені Ференца Ракоці II, згодом стала його доценткою. Сферою її наукових захоплень є «проблеми двомовності» та «мовні права».

## Особисте
Володіє українською мовою:
| було природно, що я вивчила також мову, поважаючи країну народження та створюючи можливості для спілкування з українцями, які мене оточують |